# Neodrepanis
Neodrepanis Sharpe, 1875 è un genere di uccelli passeriformi della  famiglia degli Eurilaimidi, endemici del Madagascar.

## Etimologia
Il nome scientifico del genere deriva dal prefisso neo- ("nuovo") applicato a Drepanis, nome di un genere di fringillidi hawaiani estinti, coi quali però le due specie di Neodrepanis hanno in comune l'aspetto, mentre filogeneticamente non sono ad essi particolarmente affini.

## Descrizione
Le specie del genere Neodrepanis hanno sviluppato una serie di adattamenti morfologici atti a sostenere una dieta prettamente nettarivora: si tratta infatti di uccelli di piccole dimensioni (7-8 cm) muniti di un becco molto lungo e ricurvo e di una lunga lingua forcuta. I maschi presentano area dorsale azzurro brillante e area ventrale gialla, con presenza similmente a quanto osservabile negli asiti di caruncole perioculari, mentre le femmine hanno livrea più sommessa e dominata dai toni del bruno.

## Distribuzione e habitat
Ambedue le specie sono endemiche del Madagascar, dove abitano le aree di foresta pluviale dell'area settentrionale e della fascia orientale dell'isola.

## Tassonomia
In base a criteri puramente morfologici, questi uccelli (in particolare la specie Neodrepanis coruscans, descritta per prima nel 1875) vennero ascritti alla famiglia Nectariniidae: successivi studi filogenetici misero in evidenza la totale estraneità dei neodrepanidi con questi uccelli, mostrandone invece le affinità con il genere Philepitta, con il quale furono inquadrati in una famiglia a sé stante (Philepittidae). Nonostante alcuni autori continuino a riconoscere la validità di questa classificazione, nel 2012 ambedue i generi sono stati accorpati dall'IOC alla famiglia Eurylaimidae, nell'ambito della quale vanno a formare una sottofamiglia a sé stante (Philepittinae).
Al genere vengono ascritte 2 specie, note col nome comune di false nettarinie:
- Neodrepanis coruscans Sharpe, 1875 - falsa nettarinia caruncolata
- Neodrepanis hypoxantha Salomonsen, 1933 - falsa nettarinia ventregiallo